# Boutros Boutros-Ghali
Boutros Boutros-Ghali (IPA: [ˈbotɾos ˈbotɾos ˈɣæːli]; in arabo بطرس بطرس غالي‎?, Buṭrus Buṭrus Ghālī; Il Cairo, 14 novembre 1922 – Giza, 16 febbraio 2016) è stato un giurista, politico e diplomatico egiziano, sesto segretario generale delle Nazioni Unite dal 1992 al 1996.
Ex viceministro degli esteri egiziano, Boutros Boutros-Ghali ha guidato le Nazioni Unite in un momento caratterizzato da varie crisi mondiali, tra cui la dissoluzione della Jugoslavia ed il genocidio del Ruanda. È stato poi il primo segretario generale dell'Organizzazione internazionale della francofonia dal novembre 1997 al dicembre 2002.

## Biografia

### Formazione ed istruzione
Boutros-Ghali nasce al Cairo il 14 novembre 1922 da un'abbiente famiglia cristiana copta (Boutros, o meglio Butros, in arabo vuol dire Pietro) che aveva già espresso un primo ministro dell'Egitto, Butros Ghali Pascià, assassinato nel 1910.
Boutros-Ghali si è laureato presso l'Università del Cairo nel 1946. Ha conseguito un dottorato di ricerca in diritto internazionale presso l'Università di Parigi e un diploma in relazioni internazionali a Sciences Po nel 1949. Dal 1949 al 1979 è stato professore di diritto internazionale e relazioni internazionali presso l'Università del Cairo. È stato nominato presidente del Centro di studi politici e strategici nel 1975 e presidente della Società africana di studi politici nel 1980.
È stato Fulbright Research Scholar presso la Columbia University nel 1954-1955, direttore del Centro di ricerca dell'Accademia del diritto internazionale dell'Aia nel 1963-1964, e visiting professor presso la Facoltà di Giurisprudenza all'Università di Parigi dal 1967 al 1968. È stato anche rettore onorario dell'Istituto universitario di studi per la pace, un ramo dell'Università Kyung Hee di Seul.

### Carriera politica

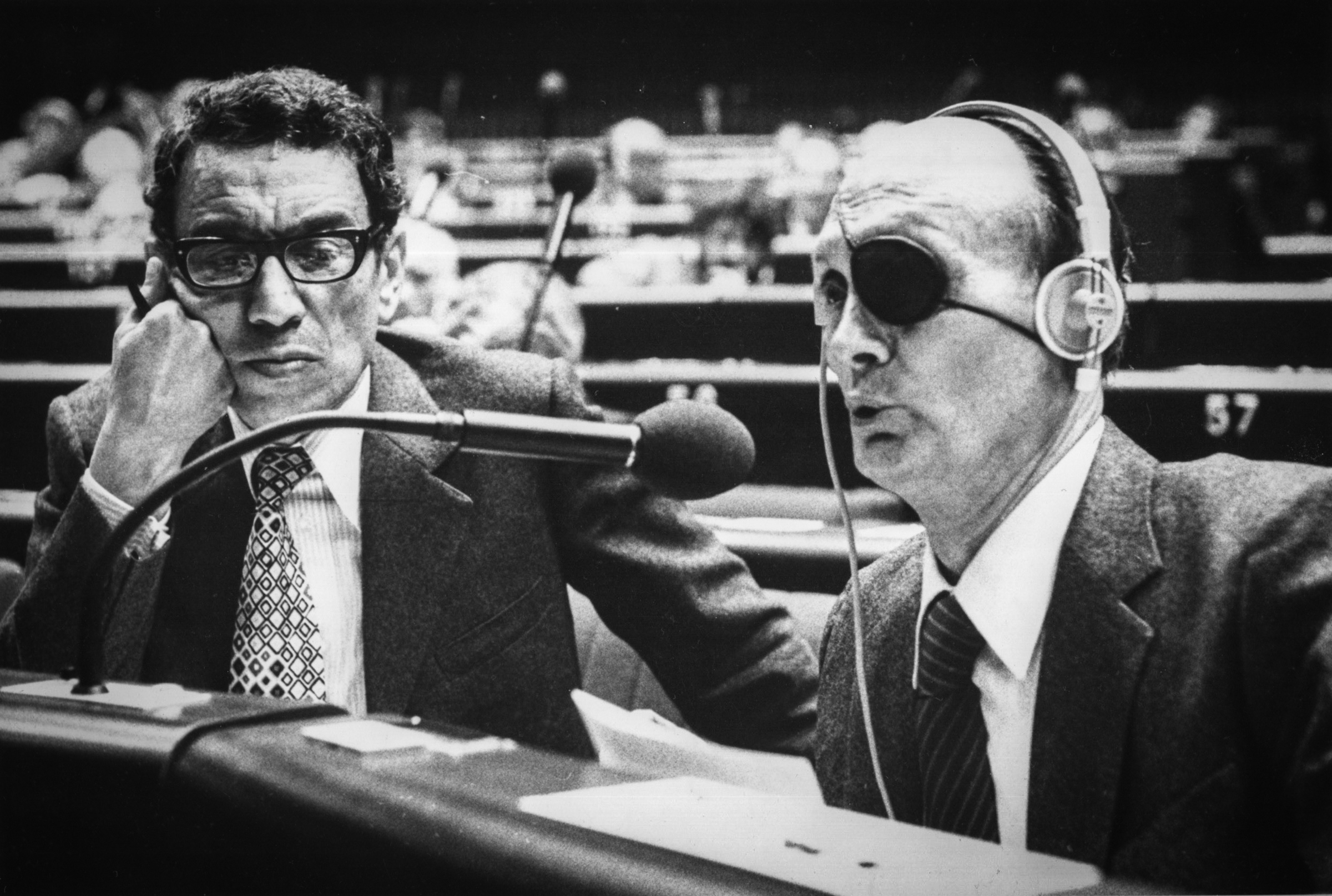
Boutros Boutros-Ghali e Moshe Dayan al Consiglio d'Europa a Strasburgo (ottobre 1979)

La sua carriera politica si è sviluppata durante la presidenza di Anwar Sadat. È stato membro del Comitato centrale dell'Unione socialista araba dal 1974 al 1977. Ha servito come ministro di Stato (sottosegretario) per gli Affari Esteri dell'Egitto dal 1977 fino all'inizio del 1991. Poi è stato Vice Ministro degli affari esteri per diversi mesi, prima di passare alle Nazioni Unite. Come ministro di Stato per gli Affari Esteri ha giocato un ruolo negli accordi di pace conclusi tra il presidente Sadat e il primo ministro israeliano Menachem Begin.
Secondo la giornalista investigativa Linda Melvern, Boutros-Ghali avrebbe approvato un accordo segreto da 26 milioni di dollari per la vendita di armi al governo del Ruanda nel 1990, quando era ancora ministro degli Esteri egiziano. Le armi erano accumulate da parte del regime Hutu come parte dei – relativamente noti – preparativi a lungo termine per il successivo genocidio. Boutros-Ghali era in servizio come Segretario generale dell'ONU quando la mattanza ebbe luogo quattro anni dopo.

### Carriera all'ONU
Eletto nel 1991 Segretario generale dell'ONU, la massima carica delle Nazioni Unite, il mandato di Boutros-Ghali è rimasto segnato da controversie. Nel 1992 ha presentato il rapporto An Agenda for Peace, una relazione su come l'ONU potesse rispondere a conflitti violenti. Tuttavia, Boutros-Ghali è stato criticato per il fallimento delle Nazioni Unite nel caso del genocidio in Ruanda del 1994, che aveva causato oltre un milione di morti, e non è apparso in grado di raccogliere il sostegno sufficiente alle Nazioni Unite per l'intervento nella lunga guerra civile angolana. Uno dei compiti più difficili durante il suo mandato ha avuto a che fare con la crisi delle guerre jugoslave. La sua reputazione è stata compromessa dalla grande controversia sulla scarsa efficacia delle Nazioni Unite e sul ruolo degli Stati Uniti nelle Nazioni Unite.
Alcuni imprecisati somali ritengono inoltre che Boutros-Ghali sia stato responsabile di un'escalation della crisi in Somalia, intraprendendo una vendetta personale contro Mohammed Farah Aidid e il suo clan Habr Gidr, e favorendo i loro rivali, i Darod, del clan dell'ex dittatore Mohammed Siad Barre. Si ritiene inoltre che Boutros-Ghali abbia richiesto nel luglio 1993 l'attacco da parte di 12 elicotteri statunitensi contro una riunione di capi clan degli Habr Gidr, riuniti per discutere un'iniziativa di pace lanciata dal leader della Missione delle Nazioni Unite a Mogadiscio, l'ammiraglio statunitense in pensione Jonathan Howe. Si ritiene che la maggior parte degli anziani del clan fossero desiderosi di arrivare a una pace e tenere a freno le attività provocatorie del loro capo, Mohammed Farrah Aidid, ma che dopo questo attacco contro la riunione il clan si sia risolto alla lotta contro gli statunitensi e le Nazioni Unite, portando alla battaglia di Mogadiscio del 3-4 ottobre 1993.

### Nomina per un secondo mandato
Nel 1996, dieci membri del Consiglio di Sicurezza, guidati dai membri africani Egitto, Guinea-Bissau e Botswana, hanno sponsorizzato una risoluzione che sosteneva Boutros-Ghali per un secondo mandato di cinque anni, fino al 2001. Tuttavia, gli Stati Uniti hanno posto il veto a un suo secondo mandato. Oltre agli Stati Uniti, anche il Regno Unito, la Corea del Sud, e l'Italia non hanno sponsorizzato la risoluzione, benché questi ultimi tre abbiano poi votato a sostegno di Boutros-Ghali, dopo che gli Stati Uniti avevano fermamente dichiarato la propria intenzione di porre il veto. Anche se non è stato il primo candidato oggetto di veto (la Cina aveva posto il veto al terzo termine di Kurt Waldheim nel 1981 al fine di nominare un segretario generale originario del Terzo Mondo), Boutros-Ghali è stato l'unico Segretario generale dell'ONU finora a non essere eletto per un secondo mandato. Gli succedette alle Nazioni Unite Kofi Annan.
Secondo Richard A. Clarke, egli stesso partecipò con Michael Sheehan, Madeleine Albright e James Rubin in quella che venne chiamata "Operazione Orient Express" per rimuovere Boutros-Ghali dal vertice dell'ONU. Clarke scrisse:
Richard Holbrooke ha scritto che gli Stati Uniti si erano opposti a Boutros-Ghali a causa della riluttanza di quest'ultimo all'approvazione dei bombardamenti della NATO in Bosnia (cosa che Kofi Annan aveva invece sostenuto). Egli osserva che l'opposizione degli Stati Uniti al Segretario Generale è stata espressa da tutti i loro alleati.
Il biografo di Kofi Annan, Stanley Meisler, scrive che la riluttanza di Boutros Ghali a bombardare i serbi in Bosnia derivava dall'opposizione di francesi e inglesi alla tattica, in quanto i due paesi avevano fornito la maggior parte dei caschi blu e temevano che i serbi avrebbero operato ritorsioni contro i loro soldati. Meisler suggerisce invece che Bill Clinton ha cercato di porre il veto al secondo mandato di Boutros Ghali per aumentare la propria popolarità, poiché il senatore Bob Dole, che si presentava contro Clinton nel 1996, aveva ottenuto vari voti denunciando ripetutamente con veemenza Boutros-Ghali.
Nella sua autobiografia, Boutros-Ghali attribuisce il veto a una varietà di fattori, tra cui la pressione politica legati alle elezioni presidenziali negli Stati Uniti d'America del 1996, l'attrito tra Stati Uniti e Nazioni Unite su questioni come la guerra in Bosnia e il genocidio ruandese, così come la tensione per le quote non pagate degli Stati Uniti alle Nazioni Unite.
Massacro del Ruanda
The Guardian rivelò che "l'allora Segretario generale dell'ONU, Boutros Boutros-Ghali, giocò un ruolo importante nella fornitura di armi al regime Hutu, il quale ha realizzato una campagna di genocidio contro i Tutsi in Ruanda nel 1994. Come ministro degli esteri in Egitto, Boutros-Ghali ha facilitato un affare di armi nel 1990, che era di $26 milioni (18 milioni di sterline) di bombe di mortaio, lanciarazzi, granate e munizioni, trasferite dal Cairo al Ruanda. Le armi furono utilizzate dagli Hutu in attacchi che hanno portato fino a 1.000.000 di morti"[9].

### Incarichi successivi
Dal 1997 al 2002, Boutros-Ghali è stato segretario generale della Francofonia, l'organizzazione delle nazioni di lingua francese. Dal 2003 al 2006, ha servito come il presidente del consiglio di amministrazione del South Centre, un'organizzazione di ricerca intergovernativa dei paesi in via di sviluppo., È stato Presidente del Curatorium Administrative Council presso l'Accademia del diritto internazionale dell'Aia. Nel 2003, Boutros-Ghali è stato nominato direttore del Consiglio Nazionale Egiziano dei Diritti dell'Uomo, carica mantenuta fino al 2012.

Dall'aprile 2007, Boutros-Ghali ha sostenuto la campagna per l'istituzione di un'Assemblea parlamentare delle Nazioni Unite ed è stato uno dei firmatari iniziali del ricorso della campagna. In un messaggio alla campagna, ha sottolineato la necessità di stabilire la partecipazione democratica dei cittadini a livello globale. Dal 2009 al 2015 ha anche partecipato come membro della giuria per il Premio per la prevenzione dei conflitti assegnato ogni anno dalla Fondazione Chirac. È stato membro onorario dell'Association Internationale du Droit de la Mer (AssIDMer).

### Morte
Boutros Boutros-Ghali è morto a 93 anni il 16 febbraio 2016 all'ospedale Al Salam di Giza. Dopo i funerali presieduti da Tawadros II è stato sepolto presso la chiesa copta di San Pietro e Paolo a Il Cairo.

## Opere
Come segretario generale ONU, Boutros-Ghali ha scritto il rapporto An Agenda for Peace. Ha anche pubblicato due libri di memorie:
- The Arab League, 1954-1955 : Ten years of struggle, ed. Carnegie Endowment for International Peace, New York, 1954
- New Dimensions of Arms Regulations and Disarmament in the Post Cold War, ed. United Nations, New York, 1992
- An Agenda for Development, ed. United Nations, New York, 1995
- Confronting New Challenges, ed. United Nations, New York, 1995
- Fifty Years of the United Nations, ed. William Morrow, New York, 1995
- The 50th anniversary : Annual report on the work of the Organization, ed. United Nations, New York, 1996
- An Agenda for Democratization, ed. United Nations, New York, 1997
- Egypt's road to Jerusalem (1997), sul trattato di pace israelo-egiziano del 1979
- Essays on Leadership, (with George H. W. Bush, Jimmy Carter, Mikhail Gorbachev, Desmond Tutu), ed. Carnegie Commission on Preventing Deadly Conflict, Washington, 1998
- Unvanquished : A US-U.N. Saga (1999), sul mandato di segretario generale ONU
- The Arab League, 1945-1955: International Conciliation,, ed. Literary Licensing Publisher, London, 2013

## Onorificenze

### Onorificenze straniere
Nel 1998 ha ricevuto il Premio Internazionale Vittorino Colombo, assegnatogli dalla Fondazione Vittorino Colombo.